# Боб Робертс
«Боб Робертс» (англ. Bob Roberts) — американский художественный фильм 1992 года, сатирическая комедия, снятая актёром Тимом Роббинсом по собственному сценарию. Главные роли в этом фильме исполнили Джанкарло Эспозито, Алан Рикман, Ребекка Дженкинс, Брайан Мюррэй, Гор Видал, Рэй Уайз и сам режиссёр и сценарист фильма Тим Роббинс.
Фильм снят в псевдодокументальной манере (мокьюментари). Премьера фильма состоялась 4 сентября 1992 года в США. Был номинирован на «Золотой глобус».

## Сюжет
Действие происходит в Пенсильвании во время войны в Персидском заливе. В псевдодокументальном стиле показана вымышленная кампания по выборам в сенат, в которой участвуют действующий сенатор (демократ Брикли Пэйст) и консервативный исполнитель народных песен Боб Робертс. Боб ездит по штату и поёт о наркоманах, лентяях и победе традиционных ценностей над бунтарскими идеями 1960-х. Пейст удерживал лидерство до тех пор, пока не разразился скандал: его заметили выходящим из машины вместе с молодой девушкой. Уверения, что это подруга его внучки, которую он вёл домой, не помогли.
Независимый журналист Джон «Багз» Раплин обнародует сведения о том, что благотворительный фонд «Раненая голубка», в руководство которого входили Робертс и глава его избирательного штаба Лукас Харт, потратил деньги, предназначенные на строительство жилья для бездомных, на закупку грузовых самолётов, которые использовались для контрабанды оружия и наркотиков. Харта вызывают для дачи показаний и назревает политический скандал, однако на Робертса совершается покушение и его госпитализируют в тяжёлом состоянии с огнестрельными ранениями.
Раплин, схваченный на месте якобы с пистолетом в руке, обвиняется в попытке убийства. Избиратели Робертса негодуют и грозят Раплину расправой, несмотря на протесты его адвоката о том, что его подзащитный не смог бы произвести выстрелы, поскольку страдал от ДЦП и не владеет правой рукой.
Личный врач Робертса заявляет на пресс-конференции, что одна из пуль повредила позвоночник, и кандидат в сенаторы, вероятно, останется на всю жизнь инвалидом. Избиратели Робертса дежурят у госпиталя и возле личной резиденции его семьи, жгут свечи, поют гимны. Раплин, освобождённый за недостаточностью улик, заявляет через своего адвоката что лично видел, как пистолет в руке неизвестного дважды выстрелил в пол, а значит, пули не могли ранить кандидата. Тем не менее, Робертс побеждает на выборах и становится сенатором, а спустя некоторое время Раплин погибает от рук экстремиста.
В одной из финальных сцен Робертс исполняет песню со сцены, сидя в инвалидном кресле. Оператор снимает крупный план его ноги как раз в тот момент, когда Робертс, не удержавшись, начинает отбивать ею такт, что можно расценить как правоту погибшего Раплина, либо как признак того, что состояние Робертса улучшается.

## В ролях
- Тим Роббинс — Роберт «Боб» Робертс младший, певец и бизнесмен, выдвинувший свою кандидатуру на выборах в Сенат
- Джанкарло Эспозито — Джон Али «Багз» Раплин, независимый журналист, пытающийся раскрыть глаза на тёмное прошлое Робертса
- Алан Рикман — Лукас Харт III, глава избирательного штаба Робертса
- Гор Видал — сенатор Брикли Пэйст, политический соперник Робертса
- Хелен Хант
- Дэвид Стрэтэйрн
- Ребекка Дженкинс
- Рэй Уайз — Чет МакГрегор
- Брайан Мюррэй
- Джон Кьюсак — Эдди
- Джек Блэк — Роджер Дэвис
- Сьюзан Сарандон
- Гарри Ленникс — Франклин Докетт
- Боб Балабан — Майкл Джейнс, продюсер
- Джеймс Спейдер — Чак Марлин

## Съёмочная группа
- Автор сценария: Тим Роббинс
- Режиссёр: Тим Роббинс
- Оператор: Жан Лепин
- Монтаж: Лиза Зино Черджин
- Продюсер: Форрест Мюррэй
- Композитор: Дэвид Роббинс
- Художник: Ричард Хувер
- Костюмы: Бриджет Келли
- Декорации: Брайан Каш

## Критика
Роджер Эберт дал фильму 3 звезды из 4, заявив: «Мне нравится дерзость Боба Робертса, его свобода говорить очевидные вещи о том, как наш политический процесс был обесценен». Однако Эберт также заявил, что ветка о журналистских расследованиях не работает, отметив: «если бы фильм был только о тактике и методах кампании, он бы мне понравился мне больше».
В ответ на многочисленные попытки прессы провести аналогии между персонажем Бобом Робертсом и известными политическими фигурами, Роббинс ответил, что этот образ является собирательным и отображает скорее общую политическую систему, нежели конкретных людей.
Песни к фильму написал сам Тим Роббинс и его брат Дэвид Роббинс. Политизированная фолк-музыка Боба Робертса пародирует творчество Боба Дилана периода 1960-х годов, когда в нём преобладали песни протеста. Альбомы The Freewheelin’ Bob Roberts, Times Are Changin' Back и Bob on Bob являются пародией на Дилановские The Freewheelin’ Bob Dylan, The Times They Are a-Changin’ и Blonde on Blonde, соответственно, а многие сцены фильма навеяны документальным фильмом 1967 года о Дилане Dont Look Back.

## Награды и номинации
- 1993 — номинация на премию «Золотой глобус» за лучшую мужскую роль — комедия или мюзикл (Тим Роббинс)
- 1992 — попадание в десятку лучших фильмов года по версии Национального совета кинокритиков США
- 1992 — бронзовая награда международного кинофестиваля в Токио